# Duffman
Barry Joe Sid Larry Duffman (spelad av Hank Azaria) är en rollfigur i den animerade TV-serien Simpsons. 
Han är maskot för ölet Duff. Han brukar säga "Oh Yeah" samtidigt som han juckar med skrevet. Han var en gång domare i en bartendertävling, som vanns av Moe Szyslak. Duffman spelas av flera personer, därför kan han aldrig dö bara de som spelar honom. Duffman är jude och har dyslexi.
Duffman blev en gång tillfälligt ersatt av Suds och senare Shark McDuff, har även i en Superbowl-reklamfilm haft två barn. Är homosexuell och ihop med Grady sedan han brutit upp med Julio. Har dock sett dejta Booberella. Han har en dotter som hoppat av college.